# Ernst Kantorowicz
Ernst Hartwig Kantorowicz (Posen, actualmente Poznan, 3 de mayo de 1895 - Princeton, 9 de septiembre de 1963) fue un historiador alemán nacionalizado estadounidense, especializado en el estudio de las ideas políticas medievales y de la sacralización del poder real. Su obra más importante, The King's Two Bodies. A Study in Mediaeval Political Theology (hay traducción castellana: Los dos cuerpos del rey. Un estudio de teología política medieval, Madrid, Alianza Editorial, 1985) se ha convertido en un clásico de la historia del Estado. 

## Biografía
Nació en 1895 en Posen, entonces una localidad del Imperio Alemán (en la actualidad Poznan, Polonia) en el seno de una rica familia judía. En agosto de 1914 se enroló en el Ejército Alemán para luchar en la Gran Guerra, siendo condecorado y herido en varias ocasiones. Terminada la contienda luchó en los cuerpos paramilitares de excombatientes nacionalistas: en Posen contra los polacos que reivindicaban la ciudad; en Berlín contra los espartaquistas; en Múnich contra la República Soviética de Baviera.
Estudió en la Universidad de Heidelberg donde llevó una vida diletante gracias a sus rentas, y se integró en el círculo del poeta alemán Stefan George. Sin haberse graduado en historia, en 1927 publicó una biografía del emperador Federico II Hohenstaufen (Kaiser Friedrich der Zweite) que le valió ser contratado en 1932 en Frankfurt como profesor de historia medieval. Con la llegada al poder de Hitler en 1933, sufrió el boicot de sus estudiantes nazis y fue despedido aunque consiguió mantener su tratamiento. Cinco años después escapó por poco de la Noche de los Cristales Rotos gracias a la ayuda de su amigo Albrecht von Bernstorff y poco después abandonó Alemania para dirigirse primero a Inglaterra y después a Estados Unidos, adonde llegó a principios de 1939. Allí fue contratado por la Universidad de Berkeley, aunque hasta 1945 no consiguió un puesto de profesor titular. Un año después publicó su segundo libro, Laudes Regiae. A Study in Liturgical Acclamations and Mediaeval Ruler Worship.
En junio de 1949, en los inicios de la Guerra Fría, se negó a prestar el juramento anticomunista que le exigía la Universidad y encabezó el movimiento de rechazo, por lo que fue despedido en el verano de 1950. Ganó su apelación en un tribunal federal el 6 de abril de 1952, pero para entonces ya estaba trabajando en el Institut for Advanced Study de la Universidad de Princeton. Será allí donde preparará, redactará y publicará la obra que le dará un renombre mundial: Los dos cuerpos del rey, publicada en 1957. Murió seis años después en Berkeley.
Un discípulo suyo, Robert Lerner, publicó en 2017 su biografía, Ernst Kantorowicz. A life, traducida al francés dos años después (Ernst Kantorowicz, une vie d'historien).